# Rovira
Rovira là một khu tự quản thuộc tỉnh Tolima, Colombia. Thủ phủ của khu tự quản Rovira đóng tại Rovira Khu tự quản Rovira có diện tích 733 ki lô mét vuông. Đến thời điểm ngày 28 tháng 5 năm 2005, khu tự quản Rovira có dân số 21822 người.